# Time Out
TimeOut — международная компания со штаб-квартирой в Лондоне, которая печатает одноимённый еженедельник о развлечениях и культурной жизни в 60 городах мира.

## Лондонское издание
Лондонское издание было основано в 1968 году Тони Эллиоттом (1947—2020) и первоначально выходило тиражом 5000 экземпляров.
В 2012 году издание имело тираж 55 тысяч экземпляров и стоило около 3,25 фунтов. Большая доля этого тиража распространялась по подписке (около 32 тысяч экземпляров), приблизительно 10-12 тысяч продавались в киосках за полную стоимость, а остальная часть тиража раздавалась бесплатно. «Time Out» старалось сохранять для подписчиков максимально низкую цену, достаточную чтобы покрыть почтовые расходы. В планы издателей входит изменение бизнес-модели с целью резко увеличить доходы от рекламы — уменьшение объёма журнала с одновременным увеличением тиража до 300 тысяч экземпляров, половина которого должна бесплатно распространяться на станциях метро и железной дороги, оставшаяся часть в культурных центрах и кафе. Так же планируется сделать ставку на электронную версию издания и распространение его через бесплатные приложения для iPad, iPhone и Android. В 2012 году издание стало бесплатным.
В апреле 2022 года было объявлено о прекращении издания бумажной версии журнала с конца июня.

## Time Out в России
В России Time Out выпускается в Санкт-Петербурге и Москве. Журнал содержит информацию о событиях в кино, театре, моде, литературе, выставках и всех прочих актуальных культурных мероприятиях, а также раздел о кафе/ресторанах и ночных клубах.
Помимо периодики, компания публикует ежегодно обновляемые справочники-путеводители по кафе/ресторанам крупнейших городов и 1400-страничный справочник кинофильмов.

## Награды
- Time Out Москва получил премию «Лучший инновационный проект» за 2009 год.
- PPA Awards — 15 июня 2011 в Лондоне.